# Gastrochilus nanus
Gastrochilus nanus är en orkidéart som beskrevs av Zhan Huo Tsi. Gastrochilus nanus ingår i släktet Gastrochilus och familjen orkidéer. Inga underarter finns listade i Catalogue of Life.